# 布里夫 (甘比亞)
布里夫（英語：Brifu）是西非國家甘比亞的城鎮，位於上河區武里縣。 根據2009年所作的人口調查數據顯示，居住在布里夫的總人口數量為1,440人。